# 大分県交通安全協会
公益財団法人大分県交通安全協会（こうえきざいだんほうじんおおいたけんこうつうあんぜんきょうかい）は、大分県を管轄する大分県知事所管の公益財団法人である。

## 概要
大分県内の地区交通安全協会を統括する交通安全協会で、大分県内での季節単位で開催する交通安全運動をはじめ、自動車・自動二輪車の運転免許更新の伝達・更新事務、申請書や収入証紙の委託販売業務、自転車などに貼る反射シールや車輪のスポークに貼る反射材などの交通安全グッズの頒布、交通安全功労者の表彰及び国や全国法人への表彰推薦などを事業としている。また、運転技能向上のために直営の大分県自動車学校を運営している。

## 下部組織
- 大分中央支部
- 大分東支部
- 大分南支部
- 別府支部
- 日出支部
- 杵築支部
- 国東支部
- 豊後高田支部
- 宇佐支部
- 中津支部
- 玖珠支部
- 日田支部
- 竹田支部
- 豊後大野支部
- 佐伯支部
- 津久見支部
- 臼杵支部